# Grand Prix Formule 1 van Japan 2016
De Grand Prix Formule 1 van Japan 2016 werd gehouden op 9 oktober 2016 op het Suzuka International Racing Course. Het was de zeventiende race van het kampioenschap.

## Vrije trainingen

### Uitslagen
- Er wordt enkel de top-5 weergegeven.

| Vrije training 1 | Pos | No | Coureur          | Constructeur       | Tijd     |
| ---------------- | --- | -- | ---------------- | ------------------ | -------- |
| Vrije training 1 | 1   | 6  | Nico Rosberg     | Mercedes           | 1:32.431 |
| Vrije training 1 | 2   | 44 | Lewis Hamilton   | Mercedes           | 1:32.646 |
| Vrije training 1 | 3   | 5  | Sebastian Vettel | Ferrari            | 1:33.525 |
| Vrije training 1 | 4   | 7  | Kimi Räikkönen   | Ferrari            | 1:33.817 |
| Vrije training 1 | 5   | 3  | Daniel Ricciardo | Red Bull-TAG Heuer | 1:34.112 |
| Vrije training 2 | Pos | No | Coureur          | Constructeur       | Tijd     |
| Vrije training 2 | 1   | 6  | Nico Rosberg     | Mercedes           | 1:32.250 |
| Vrije training 2 | 2   | 44 | Lewis Hamilton   | Mercedes           | 1:32.322 |
| Vrije training 2 | 3   | 7  | Kimi Räikkönen   | Ferrari            | 1:32.573 |
| Vrije training 2 | 4   | 33 | Max Verstappen   | Red Bull-TAG Heuer | 1:33.061 |
| Vrije training 2 | 5   | 5  | Sebastian Vettel | Ferrari            | 1:33.103 |
| Vrije training 3 | Pos | No | Coureur          | Constructeur       | Tijd     |
| Vrije training 3 | 1   | 6  | Nico Rosberg     | Mercedes           | 1:32.092 |
| Vrije training 3 | 2   | 3  | Daniel Ricciardo | Red Bull-TAG Heuer | 1:32.394 |
| Vrije training 3 | 3   | 5  | Sebastian Vettel | Ferrari            | 1:32.731 |
| Vrije training 3 | 4   | 33 | Max Verstappen   | Red Bull-TAG Heuer | 1:32.784 |
| Vrije training 3 | 5   | 7  | Kimi Räikkönen   | Ferrari            | 1:33.011 |

## Kwalificatie
Nico Rosberg behaalde voor Mercedes zijn achtste pole position van het seizoen door teamgenoot Lewis Hamilton dertien duizendsten van een seconde voor te blijven. De Ferrari's van Kimi Räikkönen en Sebastian Vettel kwalificeerden zich als derde en vierde, met het Red Bull-duo Max Verstappen en Daniel Ricciardo op de plekken vijf en zes. Op de zevende en achtste plaats zetten Force India-coureur Sergio Pérez en Haas F1 Team-coureur Romain Grosjean precies dezelfde tijd neer, waarbij Pérez voorrang kreeg omdat hij zijn tijd eerder neerzette. Hun respectievelijke teamgenoten Nico Hülkenberg en Esteban Gutiérrez sloten de top 10 af.
In de eerste bocht van de vorige race in Maleisië werd Rosberg door Vettel in de rondte getikt, wat ervoor zorgde dat Vettel met schade uitviel en Rosberg als laatste door kon rijden. Voor zijn aandeel in deze aanrijding ontving Vettel na afloop van de kwalificatie een straf van drie startplaatsen. Daarnaast kreeg Manor-coureur Pascal Wehrlein een straf van vijf startplaatsen na het wisselen van zijn versnellingsbak. Kimi Räikkönen verving ook zijn versnellingsbak en kreeg ook vijf plaatsen straf, terwijl McLaren-coureur Jenson Button 35 startplaatsen straf kreeg voor het wisselen van meerdere onderdelen van zijn motor.

### Kwalificatie-uitslag
| Pos                 | No | Coureur           | Constructeur         | Q1       | Q2       | Q3       | Grid |
| ------------------- | -- | ----------------- | -------------------- | -------- | -------- | -------- | ---- |
| 1                   | 6  | Nico Rosberg      | Mercedes             | 1:31.858 | 1:30.714 | 1:30.647 | 1    |
| 2                   | 44 | Lewis Hamilton    | Mercedes             | 1:32.218 | 1:31.129 | 1:30.660 | 2    |
| 3                   | 7  | Kimi Räikkönen    | Ferrari              | 1:31.674 | 1:31.406 | 1:30.949 | 8    |
| 4                   | 5  | Sebastian Vettel  | Ferrari              | 1:31.659 | 1:31.227 | 1:31.028 | 6    |
| 5                   | 33 | Max Verstappen    | Red Bull-TAG Heuer   | 1:32.487 | 1:31.489 | 1:31.178 | 3    |
| 6                   | 3  | Daniel Ricciardo  | Red Bull-TAG Heuer   | 1:32.538 | 1:31.719 | 1:31.240 | 4    |
| 7                   | 11 | Sergio Pérez      | Force India-Mercedes | 1:32.682 | 1:32.237 | 1:31.961 | 5    |
| 8                   | 8  | Romain Grosjean   | Haas-Ferrari         | 1:32.458 | 1:32.176 | 1:31.961 | 7    |
| 9                   | 27 | Nico Hülkenberg   | Force India-Mercedes | 1:32.448 | 1:32.200 | 1:32.142 | 9    |
| 10                  | 21 | Esteban Gutiérrez | Haas-Ferrari         | 1:32.620 | 1:32.155 | 1:32.547 | 10   |
| 11                  | 77 | Valtteri Bottas   | Williams-Mercedes    | 1:32.383 | 1:32.315 |          | 11   |
| 12                  | 19 | Felipe Massa      | Williams-Mercedes    | 1:32.562 | 1:32.380 |          | 12   |
| 13                  | 26 | Daniil Kvjat      | Toro Rosso-Ferrari   | 1:32.645 | 1:32.623 |          | 13   |
| 14                  | 55 | Carlos Sainz jr.  | Toro Rosso-Ferrari   | 1:32.789 | 1:32.685 |          | 14   |
| 15                  | 14 | Fernando Alonso   | McLaren-Honda        | 1:32.819 | 1:32.689 |          | 15   |
| 16                  | 30 | Jolyon Palmer     | Renault              | 1:32.796 | 1:32.807 |          | 16   |
| 17                  | 22 | Jenson Button     | McLaren-Honda        | 1:32.851 |          |          | 22   |
| 18                  | 20 | Kevin Magnussen   | Renault              | 1:33.023 |          |          | 17   |
| 19                  | 9  | Marcus Ericsson   | Sauber-Ferrari       | 1:33.222 |          |          | 18   |
| 20                  | 12 | Felipe Nasr       | Sauber-Ferrari       | 1:33.332 |          |          | 19   |
| 21                  | 31 | Esteban Ocon      | MRT-Mercedes         | 1:33.353 |          |          | 20   |
| 22                  | 94 | Pascal Wehrlein   | MRT-Mercedes         | 1:33.561 |          |          | 21   |
| 107% tijd: 1:38.075 |    |                   |                      |          |          |          |      |

## Wedstrijd

### Verslag
De race werd gewonnen door Nico Rosberg, die zijn negende overwinning van het seizoen behaalde. Max Verstappen eindigde als tweede, waarbij hij Lewis Hamilton nipt voorbleef. Ondanks een slechte start van Hamilton, die in de eerste ronde terugviel naar een achtste plaats, behaalde Mercedes wel voor het derde achtereenvolgende seizoen de constructeurstitel. De Ferrari's van Sebastian Vettel en Kimi Räikkönen eindigden als vierde en vijfde, voor Daniel Ricciardo. De top 10 werd afgesloten door het Force India-duo Sergio Pérez en Nico Hülkenberg en de Williams-coureurs Felipe Massa en Valtteri Bottas.

### Race-uitslag
| Pos. | No. | Coureur           | Constructeur         | Rondes | Tijd/Oorzaak uitval | Grid | Punten |
| ---- | --- | ----------------- | -------------------- | ------ | ------------------- | ---- | ------ |
| 1    | 6   | Nico Rosberg      | Mercedes             | 53     | 1:26:43.333         | 1    | 25     |
| 2    | 33  | Max Verstappen    | Red Bull-TAG Heuer   | 53     | +4.978              | 3    | 18     |
| 3    | 44  | Lewis Hamilton    | Mercedes             | 53     | +5.776              | 2    | 15     |
| 4    | 5   | Sebastian Vettel  | Ferrari              | 53     | +20.269             | 6    | 12     |
| 5    | 7   | Kimi Räikkönen    | Ferrari              | 53     | +28.370             | 8    | 10     |
| 6    | 3   | Daniel Ricciardo  | Red Bull-TAG Heuer   | 53     | +33.941             | 4    | 8      |
| 7    | 11  | Sergio Pérez      | Force India-Mercedes | 53     | +57.495             | 5    | 6      |
| 8    | 27  | Nico Hülkenberg   | Force India-Mercedes | 53     | +59.177             | 9    | 4      |
| 9    | 19  | Felipe Massa      | Williams-Mercedes    | 53     | +1:37.763           | 12   | 2      |
| 10   | 77  | Valtteri Bottas   | Williams-Mercedes    | 53     | +1:38.323           | 11   | 1      |
| 11   | 8   | Romain Grosjean   | Haas-Ferrari         | 53     | +1:39.254           | 7    |        |
| 12   | 30  | Jolyon Palmer     | Renault              | 52     | +1 ronde            | 16   |        |
| 13   | 26  | Daniil Kvjat      | Toro Rosso-Ferrari   | 52     | +1 ronde            | 13   |        |
| 14   | 20  | Kevin Magnussen   | Renault              | 52     | +1 ronde            | 17   |        |
| 15   | 9   | Marcus Ericsson   | Sauber-Ferrari       | 52     | +1 ronde            | 18   |        |
| 16   | 14  | Fernando Alonso   | McLaren-Honda        | 52     | +1 ronde            | 15   |        |
| 17   | 55  | Carlos Sainz jr.  | Toro Rosso-Ferrari   | 52     | +1 ronde            | 14   |        |
| 18   | 22  | Jenson Button     | McLaren-Honda        | 52     | +1 ronde            | 22   |        |
| 19   | 12  | Felipe Nasr       | Sauber-Ferrari       | 52     | +1 ronde            | 19   |        |
| 20   | 21  | Esteban Gutiérrez | Haas-Ferrari         | 52     | +1 ronde            | 10   |        |
| 21   | 31  | Esteban Ocon      | MRT-Mercedes         | 52     | +1 ronde            | 20   |        |
| 22   | 94  | Pascal Wehrlein   | MRT-Mercedes         | 52     | +1 ronde            | 21   |        |

## Tussenstanden Grand Prix
Betreft tussenstanden na afloop van de race.

### Coureurs
| Positie | No. | Rijder           | Team                 | Punten |
| ------- | --- | ---------------- | -------------------- | ------ |
| 01      | 6   | Nico Rosberg     | Mercedes             | 313    |
| 02      | 44  | Lewis Hamilton   | Mercedes             | 280    |
| 03      | 3   | Daniel Ricciardo | Red Bull-TAG Heuer   | 212    |
| 04      | 7   | Kimi Räikkönen   | Ferrari              | 170    |
| 05      | 33  | Max Verstappen   | Red Bull-TAG Heuer   | 165    |
| 06      | 5   | Sebastian Vettel | Ferrari              | 165    |
| 07      | 77  | Valtteri Bottas  | Williams-Mercedes    | 81     |
| 08      | 11  | Sergio Pérez     | Force India-Mercedes | 80     |
| 09      | 27  | Nico Hülkenberg  | Force India-Mercedes | 54     |
| 10      | 19  | Felipe Massa     | Williams-Mercedes    | 43     |

### Constructeurs
| Positie | Team                 | Punten |
| ------- | -------------------- | ------ |
| 01      | Mercedes             | 593    |
| 02      | Red Bull-TAG Heuer   | 385    |
| 03      | Ferrari              | 335    |
| 04      | Force India-Mercedes | 134    |
| 05      | Williams-Mercedes    | 124    |
| 06      | McLaren-Honda        | 62     |
| 07      | Toro Rosso-Ferrari   | 47     |
| 08      | Haas-Ferrari         | 28     |
| 09      | Renault              | 8      |
| 10      | MRT-Mercedes         | 1      |